# Prix littéraires 1998
Liste des prix littéraires décernés au cours de l'année 1998 :

## Prix internationaux
- Prix Nobel de littérature : José Saramago (Portugal)[1]
- Grand prix de littérature du Conseil nordique : Tua Forsström (Finlande) pour Efter att ha tillbringat en natt bland hästar[2]
- Grand prix littéraire d'Afrique noire : Gaston-Paul Effa (Cameroun) pour Mâ[3]
- Prix littéraire international de Dublin : Herta Müller (Allemagne) pour Herztier (Animal du cœur)
- Prix Carbet de la Caraïbe et du Tout-Monde : René Depestre (Haïti) pour l'ensemble de son œuvre
- Prix des Mascareignes : Lilian Berthelot (Maurice) pour L'outre-mère, ou, Les eaux de Mériba
- Prix Tropiques : Ahmadou Kourouma (Côte d'Ivoire) pour En attendant le vote des bêtes sauvages
- Prix Eeva-Joenpelto : Andreï Makine (Russie)
- Neustadt International Prize for Literature : Nuruddin Farah (Somalie)[4]

## Allemagne
- Prix Georg-Büchner : Elfriede Jelinek
- Prix Friedrich Hölderlin (Bad Homburg) : Christoph Ransmayr

## Australie
- Prix Patrick-White : Alma De Groen, première à être honorée pour l'ensemble de son œuvre dramatique

## Belgique
- Prix Victor-Rossel : François Emmanuel, pour La passion Savinsen

## Canada
- Grand prix du livre de Montréal : Gaétan Soucy pour L'Acquittement
- Prix Athanase-David : André Langevin
- Prix du Gouverneur général :
  - Catégorie « Romans et nouvelles de langue anglaise » : Diane Schoemperlen pour Forms of Devotion
  - Catégorie « Romans et nouvelles de langue française » : Christiane Frenette pour La Terre ferme
  - Catégorie « Poésie de langue anglaise » : Stephanie Bolster pour White Stone: The Alice Poems
  - Catégorie « Poésie de langue française » : Suzanne Jacob pour La Part de feu précédé de Le Deuil de la rancune
  - Catégorie « Théâtre de langue anglaise » : Djanet Sears pour Harlem Duet
  - Catégorie « Théâtre de langue française » : François Archambault pour 15 secondes
  - Catégorie « Études et essais de langue anglaise » : David Adams Richards pour Lines on the Water - A Fisherman's Life on the Miramichi
  - Catégorie « Études et essais de langue française » : Pierre Nepveu pour Intérieurs du Nouveau Monde : Essais sur les littératures du Québec et des Amériques
- Prix Giller : Alice Munro pour The Love of a Good Woman (L'amour d'une honnête femme)
- Prix Jean-Hamelin : Lise Gauvin pour L'Écrivain francophone à la croisée des langues
- Prix Robert-Cliche : Michel Desautels pour Smiley

## Chili
- Prix national de Littérature : Alfonso Calderón (es) (1930-2009)

## Corée du Sud
- Prix de l'Association des poètes coréens : Bak Sang-cheon pour 5679는 나를 불안하게 한다
- Prix Daesan
  - Catégorie « Poésie » : Shin Kyeong-nim pour La silhouette de ma mère et de ma grand-mère
  - Catégorie « Roman » : Kim Joo-young pour Patin
  - Catégorie « Drame » : Lee Man-hee pour 돌아서서 떠나라
  - Catégorie « Critique » : Cho Nam-hyon pour 1990년대 문학의 담론
- Prix Dong-in : Lee Yun-gi pour Trouver les images cachées 1
- Prix de littérature contemporaine (Hyundae Munhak)
  - Catégorie « Poésie » : Cheon Yang-hui pour 오래된 골목
  - Catégorie « Roman » : Yoon Dae-nyeong pour 빛의 걸음걸이
  - Catégorie « Critique » : Do Jeongil pour 평론「우리는 모르는 것을 경배하나니
- Prix Gongcho : Shin Kyeong-nim pour La silhouette de ma mère et de ma grand-mère
- Prix Jeong Ji-yong : Yoo An-jin pour 세한도 가는 길
- Prix Kim Soo-young : Ra Heeduk pour Ce n'est pas loin d'ici
- Prix Manhae : Ko Un, catégorie « Poésie »
- Prix de poésie Sowol : Ahn Do-hyun pour 고래를 기다리며
- Prix Woltan : Lee Dong-hee pour 대하소설땅과 흙
- Prix Yi Sang : Eun Hee-kyung pour Les Boîtes de ma femme

## Danemark
- Prix Hans Christian Andersen : Katherine Paterson (USA)

## Espagne
- Prix Cervantes : José Hierro
- Prix Prince des Asturies : Francisco Ayala
- Prix Nadal : Lucía Etxebarría, pour Beatriz y los cuerpos celestes (es)
- Prix Planeta : Carmen Posadas, pour Pequeñas infamias
- Prix national des Lettres espagnoles : Pere Gimferrer
- Prix national de Narration : Alfredo Bryce Echenique, pour Reo de nocturnidad
- Prix national de Poésie : José Antonio Muñoz Rojas (es), pour Objetos perdidos
- Prix national d'Essai : Jon Juaristi, pour El bucle melancólico
- Prix national de Littérature dramatique : Jerónimo López Mozo (es), pour Ahlán
- Prix national de Littérature infantile et juvénile : Elvira Lindo, pour Los trapos sucios de Manolito Gafotas
- Prix Adonáis de Poésie : Luis Enrique Belmonte (es) (Venezuela), pour Inútil registro
- Prix Anagrama : Alejandro Gándara (es), pour Las primeras palabras de la creación
- Prix Loewe : José María Álvarez (es), pour La lágrima de Ahab
- Prix de la nouvelle courte Casino Mieres : José Luis Mediavilla, pour Babel
- Prix d'honneur des lettres catalanes : Joaquim Molas (historien)
- Prix national de littérature de la Generalitat de Catalogne : Miquel Martí i Pol
- Journée des lettres galiciennes : Martin Codax, Xohán de Cangas (es) et Mendinho (auteurs de cantigas médiévaux)
- Prix de la critique Serra d'Or :
  - Xavier Pla i Barbero (ca), pour Josep Pla, ficció autobiogràfica i veritat narrativa, essai.
  - Sergi Pàmies, pour La gran novel·la sobre Barcelona, contes.
  - Jesús Moncada, pour Estremida memòria, roman.
  - Miquel Martí i Pol, pour Llibre de les solituds, recueil de poésie.
  - Manuel Balasch i Recort (ca), pour la traduction de Iliade d'Homère.

## États-Unis
- National Book Award : 
  - Catégorie « Fiction » : Alice McDermott pour Charming Billy
  - Catégorie « Essais» : Edward Ball pour Slaves in the Family
  - Catégorie « Poésie » : Gerald Stern pour This Time: New and Selected Poems
- Prix Agatha :
  - Catégorie « Meilleur roman » : Kate Ross, pour The Devil In Music
  - Catégorie « Meilleure nouvelle » :
- Prix Hugo :
  - Prix Hugo du meilleur roman : La Paix éternelle (Forever Peace) par Joe Haldeman
  - Prix Hugo du meilleur roman court : …Where Angels Fear To Tread par Allen Steele
  - Prix Hugo de la meilleure nouvelle longue : We Will Drink A Fish Together par Bill Johnson
  - Prix Hugo de la meilleure nouvelle courte : Les Quarante-trois Dynasties d'Antarès (The 43 Antarean Dynasties) par Mike Resnick
- Prix Locus :
  - Prix Locus du meilleur roman de science-fiction : L'Éveil d'Endymion (The Rise of Endymion) par Dan Simmons
  - Prix Locus du meilleur roman de fantasy : Earthquake Weather par Tim Powers
  - Prix Locus du meilleur premier roman : The Great Wheel par Ian R. MacLeod
  - Prix Locus du meilleur roman court : …Where Angels Fear to Tread par Allen Steele
  - Prix Locus de la meilleure nouvelle longue : Chronique de Noël (Newsletter) par Connie Willis
  - Prix Locus de la meilleure nouvelle courte : Cordélia (Itsy Bitsy Spider) par James Patrick Kelly
  - Prix Locus du meilleur recueil de nouvelles : Dérapages (Slippage) par Harlan Ellison
- Prix Nebula :
  - Prix Nebula du meilleur roman : La Paix éternelle (Forever Peace) par Joe Haldeman
  - Prix Nebula du meilleur roman court : Reading the Bones par Sheila Finch
  - Prix Nebula de la meilleure nouvelle longue : Lost Girls par Jane Yolen
  - Prix Nebula de la meilleure nouvelle courte : Treize chemins pour l'eau (Thirteen Ways to Water) par Bruce Holland Rogers
- Prix Pulitzer :
  - Catégorie « Fiction » : Philip Roth pour American Pastoral (Pastorale américaine)
  - Catégorie « Biographie et Autobiographie » : Katharine Graham pour Personal History
  - Catégorie « Essai » : Jared Diamond pour Guns, Germs and Steel (De l'inégalité parmi les sociétés)
  - Catégorie « Histoire » : Edward J. Larson pour Summer for the Gods
  - Catégorie « Poésie » : Charles Wright pour Black Zodiac
  - Catégorie « Théâtre » : Paula Vogel pour How I Learned to Drive

## Finlande
- Prix Aleksis-Kivi : non décerné
- Prix Kalevi-Jäntti : Ilkka Remes pour Pääkallokehrääjä[5]
- Prix Eino-Leino : Raija Siekkinen
- Prix de la littérature de l'État finlandais : non décerné
- Prix littéraire de la ville de Tampere : Aulis Aarnio pour Johannes Richterin erehdys
- Prix Tollander : Tua Forsström[6]
- Prix Rudolf-Koivu : non décerné
- Prix Topelius : Taru Väyrynen pour Jääsilmä
- Prix Mikael-Agricola : Kristiina Drews
- Médaille Anni-Swan : non décerné
- Prix d'écriture Juhana-Heikki-Erkko : Antti Tuominen, Mention honorable : Riikka Pelo
- Médaille Kiitos kirjasta : Kari Hotakainen pour Klassikko
- Prix Arvid-Lydecken : Mari Mörö pour Sakun lintukesä
- Prix Kaarle : Ulla-Lena Lundberg
- Prix Pehr-Evind-Svinhufvud : Mikko Uola
- Prix du grand club du livre finlandais : Anna-Leena Härkönen
- Prix Pirkanmaan-Plättä : Kaisa Ikola pour Jäitä hattuun, hullu luokka
- Prix Väinö Linna : non décerné
- Prix Pääskynen : Ismo Loivamaa
- Prix Atorox : Pasi Jääskeläinen pour Missä junat kääntyvät
- Prix Finlandia : Pentti Holappa pour Ystävän muotokuva
- Prix Pikku-Finlandia : Vesa Kotilainen
- Prix Tieto-Finlandia : Hannu Karttunen (fi) pour Vanhin tiede. Tähtitiedettä kivikaudesta kuulentoihin
- Prix Lea : Anne Koski	pour Suuri toivelaulukirja
- Prix Tähtivaeltaja : Dan Simmons pour Hypérion
- Poeta Finlandiae : Mirkka Rekola
- Prix de l'ours dansant : Anni Sumari pour Mitta ja määrä
- Prix littéraire Helsingin-Sanomat : Katri Tapola pour Kalpeat tytöt
- Prix du livre chrétien de l'année : Tertti Lappalainen
- Prix Laivakello : Tuija Lehtinen
- Prix Finlandia Junior : Leena Laulajainen
- Prix Runeberg : Ulla-Lena Lundberg pour Regn
- Prix Vuoden johtolanka : Ritva Hapuli et Johanna Matero pour Murha pukee naista

## France
- Prix Goncourt : Paule Constant, pour Confidence pour confidence
  - Prix Goncourt du premier roman : Shan Sa pour Porte de la paix céleste
  - Prix Goncourt des lycéens : Luc Lang, pour Mille six cents ventres
- Prix Médicis : Homéric, pour Le Loup mongol
  - Prix Médicis étranger : Jonathan Coe, Angleterre, pour La Maison du sommeil
  - Prix Médicis essai : Une histoire de la lecture de Alberto Manguel
- Prix Femina : François Cheng, pour Le Dit de Tyanyi
  - Prix Femina étranger : Pleine Lune d'Antonio Muñoz Molina
- Prix Renaudot : Dominique Bona, pour Le Manuscrit de Port-Ébène (Grasset)
- Prix Interallié : Gilles Martin-Chauffier, pour Les Corrompus (Grasset)
- Grand prix du roman de l'Académie française : Anne Wiazemsky, pour Une poignée de gens (Gallimard)
- Grand prix de la francophonie : Jean Starobinski
- Prix des Deux-Magots : (ex æquo) Daniel Rondeau, pour Alexandrie et Éric Faye, pour Je suis le gardien du phare
- Prix du Roman populiste : Jean-Marie Gourio pour Chut !
- Prix France Culture : Pascal Quignard pour Vie secrète
- Prix du Livre Inter : Martin Winckler, pour La Maladie de Sachs
- Prix du Quai des Orfèvres : Michel Sibra, pour La Danse du soleil
- Prix Jean-Monnet de littérature européenne du département de la Charente : Herbjørg Wassmo (Norvège) pour Ciel cruel[7]
- Grand prix des lectrices de Elle : Tonino Benacquista, pour Saga (Gallimard)
- Grand prix de l'Imaginaire « Roman » : Serge Lehman, pour F.A.U.S.T.
- Grand prix de l'Imaginaire « Roman étranger » : Clive Barker, pour Imajica - 1
- Grand prix de l'Imaginaire « Nouvelle » : Jean-Claude Dunyach, pour Déchiffrer la trame
- Grand prix de l'Imaginaire « Nouvelle étrangère » : Poppy Z. Brite, pour Calcutta, seigneur des nerfs
- Prix des libraires : Jean-Guy Soumy pour La Belle Rochelaise
- Prix Rosny aîné « Roman » : Roland C. Wagner, pour L'Odyssée de l'espèce
- Prix Rosny aîné « Nouvelle » : Jean-Claude Dunyach, pour Déchiffrer la trame
- Prix de Flore : Virginie Despentes, pour Les Jolies Choses
- Prix Hugues-Capet : Simone Bertière, pour Les Reines de France au temps des Bourbons : les Femmes du Roi-Soleil (Éditions de Fallois)
- Prix Utopia : Jack Vance, pour l’ensemble de son œuvre
- Prix mondial Cino-Del-Duca : Zhen-Yi Wang
- Prix Amerigo-Vespucci : Gisèle Pineau pour L'Âme prêtée aux oiseaux
- Prix Amerigo-Vespucci Jeunesse : Éric Boisset pour Nicostratos
- Prix RFO du livre : Raphaël Confiant pour Le Meurtre du Samedi-Gloria

## Italie
- Prix Strega : Enzo Siciliano, I bei momenti (Mondadori)[8]
- Prix Bagutta : Giovanni Raboni, Tutte le poesie (1951-1993), (Garzanti)
- Prix Campiello : Cesare De Marchi, Il talento
- Prix Malaparte : Isabel Allende
- Prix Napoli : Gianni Riotta (it), Il principe delle nuvole, (Rizzoli)
- Prix Stresa : Guido Conti - Il coccodrillo sull'altare, (Guanda)
- Prix Viareggio : Giorgio Pressburger, La neve e la colpa

## Monaco
- Prix Prince-Pierre-de-Monaco : Jean-Marie Gustave Le Clézio[9]

## Norvège
- Prix Brage :
  - Catégorie « Fiction pour adultes » : Kjartan Fløgstad, Kron og mynt
  - Catégorie « Livre pour les enfants et la jeunesse » : Stein Erik Lunde, Eggg
  - Catégorie « Livre de non-fiction » : Leif Ryvarden et Klaus Høiland, Er det liv, er det sopp
  - Catégorie « Ouverte » : Christian Rugstad pour L'Année de la mort de Ricardo Reis de José Saramago (Traduction)
  - Catégorie « Prix d'honneur » : Dag Solstad[10],[11].

## Royaume-Uni
- Prix Booker : Ian McEwan pour Amsterdam[12]
- Prix James Tait Black :
  - Fiction : Beryl Bainbridge pour Master Georgie (Georgie)
  - Biographie : Peter Ackroyd pour The Life of Thomas More
- Orange Prize for Fiction : Carol Shields pour Larry's Party (Une soirée chez Larry)
- Prix WH Smith : Ted Hughes pour Tales from Ovid (Contes d'Ovide)
- Prix John-Llewellyn-Rhys : The Ugliest House in the World de Peter Ho Davies (en)
- Médaille Carnegie : David Almond pour Skellig
- Prix Rose-Mary-Crawshay : 
  - Moyra Haslett pour Byron's Don Juan and the Don Juan Legend
  - Katie Trumpener (en) pour Bardic Nationalism : The Romantic Novel and the British Empire
- Prix Somerset-Maugham : Rachel Cusk pour The Country Life, Kate Summerscale pour The Queen of Whale Cay

## Russie
- Palmyre du Nord : Efim Etkind, pour son ouvrage  Là-dedans. À propos de la poésie russe du XXe siècle.
- Prix Booker russe : Alexandre Morozov pour Les Lettres étrangères

## Suisse
- Prix Lipp Suisse : Jean-Luc Benoziglio pour Le Feu au lac, Seuil
- Prix Robert Walser : Frédérique Clémençon pour Une saleté